# Susanna Pettersson
Susanna Kristina Pettersson, född 30 augusti 1966 i Helsingfors, är en finländsk konsthistoriker och kurator.
Susanna Pettersson är barnbarn till konstvetaren Lars Pettersson och syster till författaren Juhana Pettersson. Hennes make är konstnär Timo Valjakka.
Pettersson tog magisterexamen på Helsingfors universitet 1996, licentiatexamen i konsthistoria 2003 och disputerade där 2008 med en avhandling om utvecklingen av Ateneum och om Fredrik Cygnæus och Carl Gustaf Estlanders konstsamlingars roll i denna.

## Karriär
Susanna Pettersson var kurator 1991–1992 på Helsingfors konsthall och därefter på Ateneum/Finlands Nationalgalleri till 2010, bland annat som kurator och som utvecklingschef 2007–2010. Hon var 2010–2013 direktör för Alvar Aalto-stiftelsen och chef för Alvar Aaltomuseet i Helsingfors och Jyväskylä, och därefter chef för Finlands institut i London 2013–2014.
Susanna Pettersson blev chef för Ateneum i Helsingfors i oktober 2014.  
Den 1 augusti 2018 tillträdde hon som överintendent på Nationalmuseum i Stockholm. Hon  avgick 2023 av familjeskäl. Hon utnämndes till vd för Finska kulturfonden.

## Utmärkelser
- Riddartecknet av I klass av Finlands Lejons orden,  6 december 2017[1]
- Kommendörstecknet av Finlands Lejons orden,  6 december 2024[2]

[Redigera Wikidata]